# Gaj Sagiw
Gaj Sagiw (hebr. ‏גיא שגיב‎, ang. Guy Sagiv, ur. 5 grudnia 1994 w Namur) – izraelski kolarz szosowy.

## Osiągnięcia
Opracowano na podstawie:

2012
- 2. miejsce w mistrzostwach Izraela juniorów (jazda indywidualna na czas)
- 2. miejsce w mistrzostwach Izraela juniorów (start wspólny)

2013
- 3. miejsce w mistrzostwach Izraela (start wspólny)

2015
- 1. miejsce w mistrzostwach Izraela (start wspólny)

2016
- 1. miejsce w mistrzostwach Izraela (start wspólny)

2017
- 1. miejsce w mistrzostwach Izraela (jazda indywidualna na czas)

2018
- 2. miejsce w mistrzostwach Izraela (start wspólny)

2019
- 1. miejsce w mistrzostwach Izraela (start wspólny)

2020
- 1. miejsce w mistrzostwach Izraela (jazda indywidualna na czas)
- 3. miejsce w mistrzostwach Izraela (start wspólny)

2021
- 3. miejsce w mistrzostwach Izraela (jazda indywidualna na czas)

2022
- 2. miejsce w mistrzostwach Izraela (start wspólny)

## Rankingi
| Rok             | 2013 | 2014 | 2015 | 2016  | 2017  | 2018  | 2019  | 2020 | 2021  | 2022  | 2023 | 2024  |
| --------------- | ---- | ---- | ---- | ----- | ----- | ----- | ----- | ---- | ----- | ----- | ---- | ----- |
| World Ranking   |      |      |      | 1329. | 1763. | 1536. | 1206. | 985. | 1794. | 1307. | 883. | 1122. |
| UCI Europe Tour |      |      |      | 905.  | 1116. | 1016. | 842.  | 771. | 1231. | 907.  | -    | -     |
| UCI Asia Tour   |      |      |      | -     | -     | 781.  |       |      |       |       |      |       |
|                 |      |      |      |       |       |       |       |      |       |       |      |       |
| Źródło: UCI     |      |      |      |       |       |       |       |      |       |       |      |       |